# The King of Nice
«The King of Nice» (titulado «El amable rey» en Hispanoamérica y «El rey de la simpatía» en España) es el cuarto episodio de la trigésimo cuarta temporada de la serie de televisión de animación estadounidense Los Simpson, y el 732 en total. Se emitió en los Estados Unidos en Fox el 16 de octubre de 2022. El episodio fue dirigido por Debbie Bruce Mahan y escrito por Jessica Conrad.
En este episodio, Marge se convierte en productora del nuevo programa de entrevistas de Krusty, que consume su vida. La actriz Drew Barrymore actuó como invitada. El episodio recibió críticas mixtas.

## Trama
Krusty, quebrado por las pérdidas de «programas de televisión no graciosos» (NFT), es el entretenimiento de los niños en la fiesta de inauguración de la casa de Kelly Clarkson en una comunidad cerrada. Como los niños no le prestan atención, explora su lujosa casa y se entera de que el dinero para la casa procede de su programa de entrevistas diurno. Lindsey Naegle pregunta si Krusty está interesado en presentar su propio programa de entrevistas, y él acepta. En una tienda de animales, Marge es seleccionada para un grupo de discusión para el programa de Krusty. Después de que Marge hace algunas buenas sugerencias, Lindsey contrata a Marge como productora de segmentos.
El programa de Krusty comienza a emitirse y las ideas de Marge demuestran ser populares entre el público. Su trabajo en el programa pronto consume su vida, y tiene poco tiempo para su familia. Con el tiempo, las ideas de Marge pierden popularidad. Lindsey empieza a rechazar todas sus ideas, lo que provoca un ambiente de trabajo estresante.
La familia intenta intervenir cuando ven que Marge está estresada, pero ella los rechaza por estar celosos de su éxito. En la televisión se emite un reportaje que muestra el terrible ambiente de trabajo en el programa, y Marge se da cuenta de lo mucho que ha cambiado. Krusty se ve obligado a disculparse, pero Marge le interrumpe y le dice que no es culpa suya. En lugar de eso, Krusty asume su responsabilidad y pone fin al programa para convertirse en juez de un programa judicial.
Marge recibe una llamada de Drew Barrymore para convertirse en productora de segmentos en The Drew Barrymore Show, pero por el momento la rechaza.

## Producción
La actriz Drew Barrymore se interpretó a sí misma. Calificó la experiencia de la grabación de «sueño hecho realidad». Barrymore ya había puesto voz a Sophie Krustofsky en el episodio de la duodécima temporada «Insane Clown Poppy». Desde entonces había sido sustituida en ese papel por Natasha Lyonne. Marge Simpson, con voz de Julie Kavner, apareció en un segmento de The Drew Barrymore Show dos días antes de la emisión del episodio. El productor ejecutivo Matt Selman declaró que los productores querían que Marge apareciera en el programa para promocionar el episodio.